# 白點寬吻魨
白點寬吻魨（學名：Amblyrhynchotes honckenii），又有邪惡之眼河豚（evileye pufferfish）別稱，為輻鰭魚綱魨形目四齒魨亞目四齒魨科的其中一種熱帶魚類，分布於印度西太平洋區，從南非至中國、密克羅尼西亞、馬紹爾群島海域及半鹹水水域，棲息深度可達400公尺，體長可達30公分，本魚體上半部為暗褐色並具有黃白色斑點，腹部白色，胸鰭及尾鰭暗色，雄魚魨鰭白色，雌魚黃色，背鰭軟條9枚-10枚，臀鰭軟條8枚，棲息在礁石區，生活習性不明，有劇毒。